# Bridouxia ponsonbyi
Bridouxia ponsonbyi é uma espécie de gastrópode  da família Thiaridae.
Pode ser encontrada nos seguintes países: Burundi, Tanzânia e Zâmbia.
Os seus habitats naturais são: lagos de água doce.
Está ameaçada por perda de habitat.